# George Nkuo

Bischofswappen von George Nkuo

George Nkuo (* 27. Februar 1953 in Njiniikom) ist ein kamerunischer Geistlicher und römisch-katholischer Bischof von Kumbo.

## Leben
George Nkuo empfing am 26. April 1981 durch den Bischof von Buéa, Pius Suh Awa, das Sakrament der Priesterweihe.
Am 8. Juli 2006 ernannte ihn Papst Benedikt XVI. zum Bischof von Kumbo. Der Erzbischof von Douala, Christian Wiyghan Kardinal Tumi, spendete ihm am 8. September desselben Jahres die Bischofsweihe; Mitkonsekratoren waren der Erzbischof von Bamenda, Cornelius Fontem Esua, und der Erzbischof von Yaoundé, Simon-Victor Tonyé Bakot.